# Ribeiras
Ribeiras é uma freguesia portuguesa do município de Lajes do Pico, na ilha do Pico, Região Autónoma dos Açores, com 31,75 km² de área e 787 habitantes (censo de 2021). A sua densidade populacional é 24,8 hab./km².

## Demografia
A população registada nos censos foi:
| Distribuição da População por Grupos Etários | Distribuição da População por Grupos Etários | Distribuição da População por Grupos Etários | Distribuição da População por Grupos Etários | Distribuição da População por Grupos Etários |
| -------------------------------------------- | -------------------------------------------- | -------------------------------------------- | -------------------------------------------- | -------------------------------------------- |
| Ano                                          | 0-14 Anos                                    | 15-24 Anos                                   | 25-64 Anos                                   | > 65 Anos                                    |
| 2001                                         | 138                                          | 136                                          | 540                                          | 231                                          |
| 2011                                         | 112                                          | 91                                           | 498                                          | 224                                          |
| 2021                                         | 85                                           | 80                                           | 411                                          | 211                                          |

## Património construído
- Império do Divino Espírito Santo de Santa Cruz das Ribeiras
- Ermida de Nossa Senhora do Socorro das Ribeiras
- Ermida de São João
- Porto das Ribeiras
- Porto das Ribeiras de Santa Cruz
- Porto das Pontas
- Porto da Aguada
- Miradouro das Ribeiras

## Localidades
- Cabeços
- Caminho de Cima
- Canto
- Santa Cruz das Ribeiras
- Ladeira do Capitão
- Pontas Negras
- Manchilhas
- Outeiros
- Ribeira Grande
- Ribeira Seca
- Ribeiras
- Santa Bárbara